# Evoplosoma voratus
Evoplosoma voratus är en sjöstjärneart som beskrevs av Mah, Nizinski och Lundsten 20. Evoplosoma voratus ingår i släktet Evoplosoma och familjen ledsjöstjärnor. Inga underarter finns listade i Catalogue of Life.